# Real Fábrica de Vidros da Bahia
Real Fábrica de Vidros da Bahia (RFVB) foi a primeira fábrica de vidro do Brasil.

## História
Com a passagem da Família Real pela Bahia, em sua viagem de fuga de Napoleão em 1808, Dom João VI foi sondado para que autorizasse a abertura de unidades fabris no Brasil. Um dos empreendedores que negociaram com Dom João foi Francisco Inácio de Siqueira Nobre, que possuía comércio e livraria em Salvador. Em 1810, Francisco Inácio não só recebeu a autorização, como também exclusividade no ramo fabril durante 20 anos, empréstimo de dinheiro e concessão de terras no povoado de Jiquitaia, em Campo Alegre de Lourdes. Desta maneira, o empresário viajou para Portugal e a Inglaterra e trouxe vidreiros experientes para abrir uma fábrica. Em 1812, foi inaugurada a Real Fábrica de Vidros da Bahia, nas terras concedidas, aos moldes da Real Fábrica da Marinha Grande, de Portugal. Em 1814, a fábrica foi transferida para a cidade de Senhor do Bonfim (quando se chamava Porto de Bonfim) devido a epidemias locais.
Com uma produção semi-artesanal, os itens fabricados eram a base de sopro ou prensados, abrangendo desde vidros para janelas, até itens domésticos, como xícaras, copos, tigelas, vasos, entre outros.
A fábrica foi destruída durante uma das batalhas pela independência do Brasil, pelas tropas do General Inácio Luís Madeira de Melo. Como possuía a exclusividade do ramo, Francisco Inácio reconstruiu e reabriu a fábrica em 1825 produzindo vidros lisos ou lapidados, frascos e garrafas.
O fim da RFVB ocorreu quando o seu proprietário, Francisco Inácio faleceu. Depois de décadas, a Real Fábrica foi reaberta por empresários que adquiriram a concessão do uso do nome. Em 1940, a RFVB associou-se com a Santa Marina, a PPG (empresa norte-americana) e pequenos fabricante para formarem a Companhia Paulista de Vidros Planos (CPVP).